# Théodore Maunoir
Théodore David Eugène Maunoir (Genebra, 1 de junho de 1806 — Genebra, 26 de abril de 1869) foi um cirurgião suíço e co-fundador da Cruz Vermelha Internacional

## Estudos
Théodore Maunoir, membro de uma rica família de médicos genebrinos estudou medicina em Londres, Lyon e Paris. Termina o seu doutoramento em Paris em 1833 e funda com os seus amigos de Genebra Marc-Jacob D'Espine e John Bizot a Société médicale d'observation de Paris a fim de promover o método numérico de Pierre-Charles-Alexandre Louis, precursor da estatística médica.
De regresso a Genebra em 1834, torna-se membro do Commission d'hygiène et de santé desta cidade e da Société genevoise d'utilité publique .

## Comité dos Cinco
Em Setembro de 1862, Henri Dunant publica um livro intitulado Uma lembrança de Solférino (Un souvenir de Solférino) no qual descreve a sua experiência dessa batalha. Além disso o livro também contém uma série de propostas para promover e melhorar a ajuda dada aos soldados feridos. Muito interessado junta-se ao que se chamou o Comité dos Cinco que partilha com Henri Dunant, Gustave Moynier, Guillaume-Henri Dufour e o seu grande amigo e médico Louis Appia no chamado Comité international de secours aux militaires blessés que virá a ser, em 1879, o Comitê Internacional da Cruz Vermelha, sendo considerado assim como um dos co-fundadores desta organização .

## Biografia
- Pierre Boissier, History of the International Committee of the Red Cross. Volume I. From Solferino to Tsushima, éd. Institut Henry Dunant, Genève, 1985